# Friedensbund Deutscher Katholiken
Der Friedensbund Deutscher Katholiken (FDK) war eine pazifistische Vereinigung politisch engagierter Katholiken in der Weimarer Republik. Er wurde 1919 von Max Josef Metzger in München gegründet und bestand bis 1. Juli 1933. Eine Neugründung nach 1945 bestand bis April 1951. Seine Mitglieder wollten das Liebesgebot Jesu Christi in allen Lebensbereichen zur Geltung bringen und deshalb am Aufbau einer internationalen Friedensordnung mitwirken, die Krieg künftig erübrigen sollte.

## Geschichte
Die Gründung folgte auf verschiedene Anläufe zur Beendigung des Ersten Weltkriegs im dritten Kriegsjahr: Am 27. Mai 1917 gründete der katholische Priester Max Josef Metzger den Weltfriedensbund vom Weißen Kreuz in Graz. Am 6. Juli hielt Matthias Erzberger als Vertreter der katholischen Zentrumspartei eine vielbeachtete Friedensrede. Am 19. Juli verabschiedeten SPD, Zentrumspartei und Fortschrittliche Volkspartei mit ihrer Stimmenmehrheit im Reichstag eine von Erzberger und Philipp Scheidemann eingebrachte gemeinsame Friedensresolution, die die Reichsregierung unter Wilhelm II. zum Verzicht auf Gebietseroberungen und zu Friedensverhandlungen aufforderte. Am 1. August 1917 – dem dritten Jahrestag des Kriegsbeginns – veröffentlichte Papst Benedikt XV. die Enzyklika Dès le début, die seine neutrale Vermittlung bei Friedensverhandlungen anbot und einige Forderungen der damaligen Friedensbewegung aufgriff, darunter allgemeine kontrollierte Abrüstung und ein internationales Schiedsgericht zur nichtmilitärischen Konfliktlösung.
Daraufhin gründete der katholische Priester Johann Baptist Wolfgruber (1868–1950) am 28. August 1917 den Friedensbund katholischer Geistlicher. Die ihm nahestehenden katholischen Theologen und Priester beschlossen am 2. Oktober 1919 auf einer „Konferenz katholischer Pazifisten“ in München, diesen Friedensbund auch für Laien zu öffnen und als betont politische Vereinigung zu positionieren. Während der Zentrumspolitiker Matthias Erzberger dieses Anliegen unterstützte, lehnten fast alle deutschen katholischen Bischöfe die FDK-Gründung ab.
Kaplan Magnus Jocham (1886–1923) und Josef Kral (1887–1965) gründeten am 9. Oktober 1919 in München dann den nicht auf Geistliche begrenzten FDK. Franziskus Maria Stratmann übernahm die Leitung der norddeutschen FDK-Teilgruppen; Jocham wurde erster Vorsitzender und Geschäftsführer. Ab 1923 übernahm Alfred Wilhelm Miller, ab 1929 Rudolf Gunst den Vorsitz.
Jocham und Kral waren schon im Krieg mit Schriften zu einem sozial- und friedenspolitisch engagierten Katholizismus bzw. religiösen Sozialismus hervorgetreten; Kral veröffentlichte 1919 dazu das Buch Der christliche Sozialismus und gründete 1920 mit Vitus Heller (1882–1956) die Christlich-Soziale Partei Bayerns, aus der 1925 die Christlich-Soziale Reichspartei hervorging.
1923 lud der französische Pazifist Marc Sangnier (1874–1950) nach Freiburg/Breisgau zum dritten Internationalen Friedenskongress („Congrès démocratique international pour la paix“) ein, den der FDK mit ausrichtete. Dort rief Sangnier vor etwa 7.000 Teilnehmern die Regierung Frankreichs auf, als Schritt zur Versöhnung mit Deutschland das Ruhrgebiet nicht länger militärisch zu besetzen. Daraufhin fand auch der FDK stärkere Beachtung und Unterstützer, darunter Medienvertreter wie Friedrich Dessauer und Walter Dirks.
Die FDK-Mitgliedschaft wuchs von 1.200 (1921) auf etwa 8.000 aktive und 40.000 korporative Mitglieder (1932) an. Sie stammten oft aus der Kolpingjugend, dem katholischen Jungmännerverband, dem Jungen Zentrum, dem Quickborn-Arbeitskreis sowie aus katholischen Arbeitervereinen. Damit wurde der FDK zur zweitgrößten deutschen pazifistischen Organisation der Weimarer Zeit nach der Deutschen Friedensgesellschaft (DFG). Prominente Mitglieder waren neben Dessauer und Dirks unter anderem die Zentrumspolitiker Heinrich Krone und Christine Teusch. Bischöfe und große katholische Verbände blieben jedoch weiterhin distanziert.
1924 veröffentlichte Stratmann das Buch Weltkirche und Weltfrieden. Darin argumentierte er vom Doppelgebot der Gottes- und Nächstenliebe (Mk 12,29ff ) und vom durch Jesus verschärften Tötungsverbot (Ex 20,13 ; Mt 5,21-26 ; 26,52 ) aus. Er bejahte die neoscholastische Fassung der kirchlichen Lehre vom Gerechten Krieg, hielt aber gerade aufgrund ihrer Kriterien einen Krieg im Zeitalter der Massenvernichtungsmittel, besonders des im Ersten Weltkrieg eingesetzten Giftgases, für unmoralisch und damit jeden weiteren Krieg für sittlich verboten.
Auf dieser theologischen Grundlage beschlossen die Teilnehmer der ersten Reichstagung in Hildesheim 1924 die „Richtlinien des Friedensbundes Deutscher Katholiken“. Zeitschrift des FDK war die Katholische Friedenswarte, die 1926 in Der Friedenskämpfer umbenannt wurde. Stratmann blieb bis 1933 zweiter Vorsitzender und theologischer Leiter des FDK.
Der FDK befürwortete außenpolitisch den Völkerbund, den vertraglichen Ausschluss des Angriffskrieges im Kriegsvölkerrecht und eine europäische Friedensordnung auf der Basis des Versailler Vertrags von 1919. Er bekämpfte Militarismus und Nationalismus, besonders den Bau der Panzerkreuzer (1928), die Bildung von Wehrsport-Gruppen und die damals häufige strafrechtliche Verurteilung von Pazifisten als Landesverräter. Mit diesen Anliegen stellte er sich zunehmend auch gegen die Linie der Zentrumspartei.
Der FDK-Vorsitzende Miller bemühte sich jahrelang darum, dass die Fuldaer Bischofskonferenz den FDK offiziell als katholischen Verband anerkenne. Nur das FDK-Mitglied Nikolaus Ehlen konnte er dafür gewinnen. 1927 erklärte sich zudem der neue Diözesanbischof Joannes Baptista Sproll bereit, den FDK gegenüber den Bischöfen zu unterstützen. Der Vorsitzende Kardinal Adolf Bertram verhinderte dies mit einer unpolitischen Resolution, die keinen Hinweis auf den FDK und seine Ziele enthielt. Ab 1930 näherte sich der Münchner Erzbischof Michael Faulhaber den Positionen des Friedensbundes an und griff Formulierungen des FDK in seinen Predigten auf. Für das angestrebte Protektorenamt konnte jedoch kein Bischof gewonnen werden.
Im Dezember 1930 übernahm Paulus Lenz das Amt des Generalsekretärs. Im Sauerland veranstaltete der Friedensbund auf dem Borberg das große internationale FDK-Friedenstreffen von 1931.
Am 1. Juli 1933 verbot das Regime der NSDAP mit anderen pazifistischen und demokratischen Vereinigungen auch den FDK. Einige seiner Führungspersonen – Lenz, Dessauer, Dirks, Stratmann und Josef Knecht – wurden in Konzentrationslagern inhaftiert. Andere wurden zu langen Zuchthausstrafen verurteilt (Joseph Cornelius Rossaint 1936; 11 Jahre) oder hingerichtet (Richard Kuenzer, Max Josef Metzger 1944).
Stratmann, Gunst und Felix Hinz gründeten den FDK 1946 neu. Er nahm als eine der ersten christlichen Gruppen gegen Pläne zur deutschen Wiederbewaffnung Westdeutschlands Stellung. Daraufhin wurde er von den deutschen katholischen Bischöfen ebenso wie der damaligen Bundesregierung unter Konrad Adenauer heftig öffentlich angegriffen. Unter diesem Druck löste er sich 1951 auf.